# Seeschlacht bei Kap St. Vincent (1780)
Die Seeschlacht bei Kap St. Vincent (englisch: Battle of Cape St. Vincent, spanisch: Batalla del Cabo de San Vicente), fand am 16. Januar 1780 während des Amerikanischen Unabhängigkeitskriegs zwischen einer Flotte der britischen Royal Navy unter dem Kommando von Admiral Sir George Rodney und einer spanischen unter Don Juan de Lángara statt und endete mit einem britischen Sieg. Sie ist auch als Mondscheinschlacht (englisch: Moonlight Battle, spanisch: Batalla a la luz de la luna) bekannt, weil nächtliche Seegefechte im Zeitalter der Segelschiffe sehr ungewöhnlich waren. Kriegsschauplatz war das Meeresgebiet vor Cabo de São Vicente (Portugal).

## Vorgeschichte
Rodney hatte im Dezember 1779 das Kommando über einen starken Flottenverband erhalten, um Verstärkungen in das von Spaniern und Franzosen belagerte Gibraltar und nach Menorca durchzubringen. Sein Geschwader bestand aus 22 Linienschiffen, 14 Fregatten und kleineren Kriegsschiffen sowie einer großen Anzahl von Versorgungsschiffen aller Art. Seine Flagge setzte Rodney auf dem 90-Kanonen-Linienschiff Sandwich. Vor Kap Finisterre löste sich am 7. Januar 1780 ein von einem Linienschiff und drei Fregatten gesicherter Konvoi in Richtung Karibik aus seinem Verband. Am folgenden Tag sichteten die Briten einen spanischen Konvoi aus 22 Schiffen und konnten nach einer mehrstündigen Jagd den gesamten Verband kapern, der aus dem Linienschiff Guipuscoana mit 64 Kanonen, einigen kleineren Kriegsschiffen und 12 mit Vorräten und Nachschub für die spanische Flotte in Cádiz beladenen Transportern bestand. Rodney schickte die erbeuteten Schiffe mit einer Eskorte nach Gibraltar und machte sich mit den verbleibenden 18 Linienschiffen auf die Suche nach einem elf Linienschiffe und zwei Fregatten umfassenden spanischen Verband, von dessen Anwesenheit im Seegebiet vor Kap St. Vincent (Südwest-Portugal) er von vorüberfahrenden Schiffen erfahren hatte. De Langaras' zur Blockade Gibraltars eingesetzte Flotte, die von der Anwesenheit Rodneys offenbar nichts wusste, wurde durch den Verlust der beiden 74-Kanonen-Schiffe San Genaro und San Justo, die durch einen schweren Sturm von ihrem Verband getrennt wurden, noch weiter geschwächt.

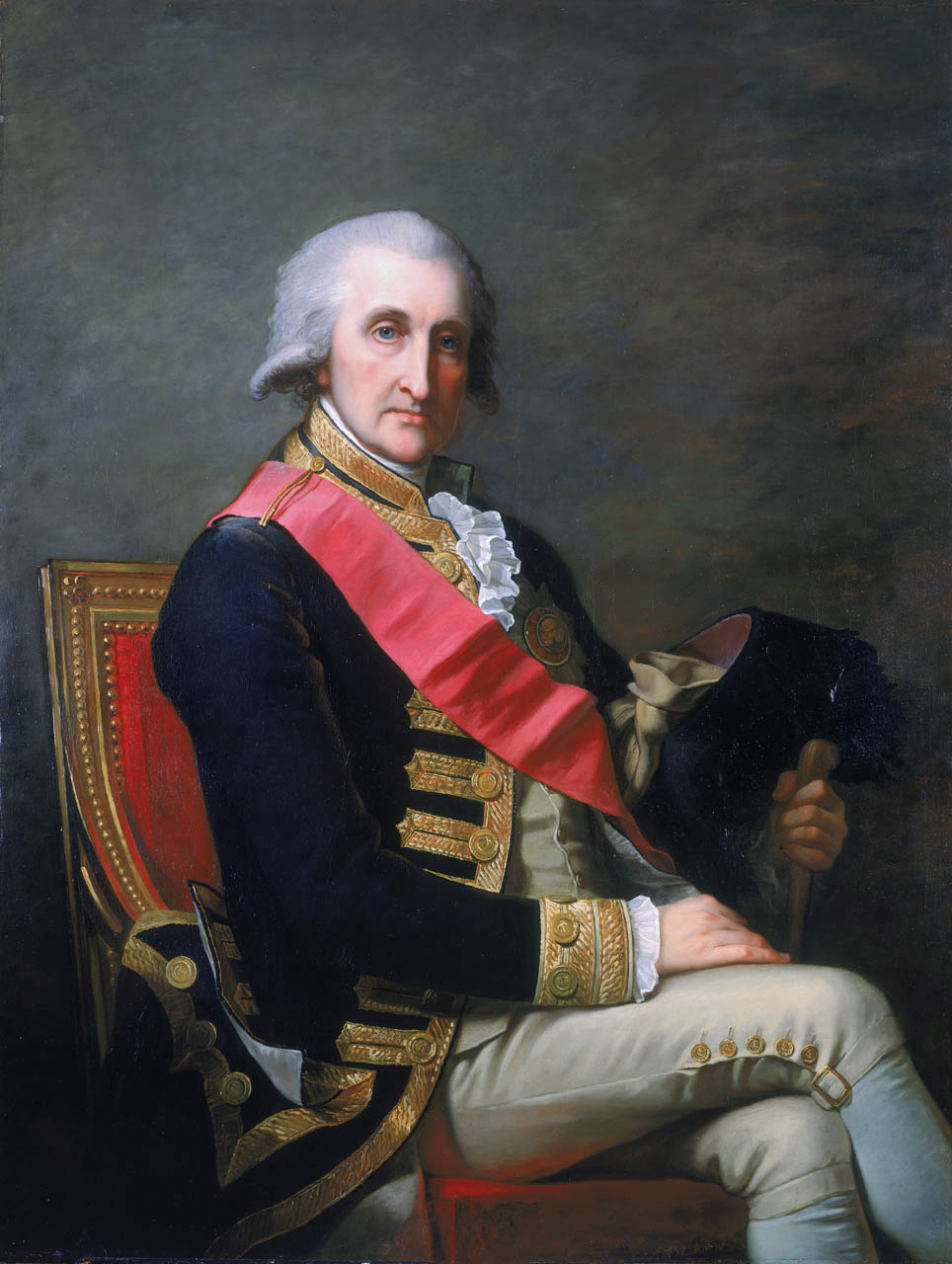
George Rodney (1718–1792)
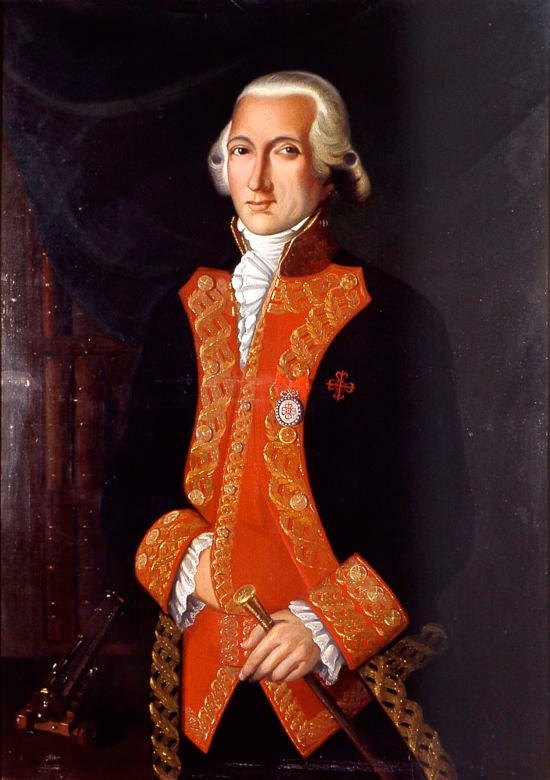
Juan de Lángara (1736–1806)

## Verlauf der Schlacht
Am 16. Januar sichteten die Briten die Spanier gegen 13:00 Uhr im Südosten. Rodney ließ seine Schiffe eine Dwarslinie bilden und segelte so auf die Spanier zu. De Langara, der vom Auftauchen des Gegners offenbar völlig überrascht wurde, befahl zunächst  die Bildung einer Kiellinienformation, aber nachdem er die Überlegenheit der Briten erkannt hatte, gab er die Order, alle Segel zu setzen und in Richtung Süden nach Cadiz zu fliehen. Gegen 14:00 Uhr gab Rodney den Befehl zur allgemeinen Verfolgung, bei der die Briten nach und nach auf die Spanier aufschlossen.
Kurz nach 16:00 Uhr eröffneten Defence, Bedford, Resolution und Edgar das Feuer auf die Spanier. 40 Minuten später explodierte die Santo Domingo (70 Kanonen), in dem Moment, als die Bienfaisant sich ihr näherte. Es gab keine Überlebenden. Die Jagd und die daraus resultierenden Einzelgefechte dauerten die ganze Nacht hindurch bis gegen 02:00 Uhr am folgenden Tag an, wobei Rodney die Verfolgung trotz Bedenken wegen des Wetters und der gefährlichen Küste fortsetzen ließ. Bis dahin war es den Briten gelungen, sechs spanische Linienschiffe zu nehmen, darunter De Lángaras Flaggschiff Fénix (80 Kanonen). Lediglich die San Augustín und die San Lorenzo sowie die beiden Fregatten konnten entkommen, als Rodney die „Jagd“ wetterbedingt schließlich doch abbrach.

## Folgen
Obwohl zwei der Prisen, die San Julián und die San Eugenio, wieder verlorengingen, da es den Besatzungen gelang, die britischen Kommandos zu überwältigen und die Schiffe wieder in ihre Hand zu bekommen, war die Seeschlacht ein wichtiger Erfolg für die Royal Navy. Die verbliebenen vier Schiffe konnten sicher eingebracht werden und wurden – abgesehen von der Fénix, die den Namen Gibraltar erhielt – unter ihren alten Namen in die Royal Navy übernommen. Die britischen Verluste betrugen 32 Tote und 102 Verwundete, die spanischen sind unbekannt, umfassen aber – allein durch den Untergang der Santo Domingo – mehrere Hundert Tote und zahlreiche Gefangene. Rodney konnte nun unangefochten in Gibraltar einlaufen, wo ihm ein triumphaler Empfang bereitet wurde. Der Erfolg von Kap St. Vincent war nicht nur wichtig, weil durch ihn die spanische Marine eine verlustreiche Niederlage erlitt und Verstärkungen nach Gibraltar durchgebracht werden konnten, sondern hatte auch eine erhebliche psychologische Wirkung – nicht nur auf die Garnison der belagerten Festung, sondern auch auf die britische Öffentlichkeit, die im Verlauf des Amerikanischen Unabhängigkeitskriegs kaum eindeutige Erfolge dieser Art erlebt hatte. Die Dimension des Erfolgs lässt sich daran erkennen, dass bis dahin weder in diesem noch im vorhergehenden Siebenjährigen Krieg in einer Seeschlacht eine so große Anzahl gegnerischer Schiffe genommen werden konnte.

## Beteiligte Schiffe

### Großbritannien
| Schiff                                                     | Kanonen | Kommandant           | Verluste | Verluste  | Verluste  | Anmerkungen                                                |
| Schiff                                                     | Kanonen | Kommandant           | getötet  | verwundet | Insgesamt | Anmerkungen                                                |
| Vorhut                                                     | Vorhut  | Vorhut               | Vorhut   | Vorhut    | Vorhut    | Vorhut                                                     |
| ---------------------------------------------------------- | ------- | -------------------- | -------- | --------- | --------- | ---------------------------------------------------------- |
| Bedford                                                    | 74      | Edmund Affleck       | 3        | 9         | 12        |                                                            |
| Cumberland                                                 | 74      | Joseph Peyton        | 0        | 1         | 1         |                                                            |
| Invincible                                                 | 74      | Samuel Cornish       | 3        | 4         | 7         |                                                            |
| Prince George                                              | 90      | Philip Patton        | 1        | 3         | 4         | Geschwaderflaggschiff von Konteradmiral John Lockhart-Ross |
| Terrible                                                   | 74      | John Leigh Douglas   | 6        | 12        | 18        |                                                            |
| Alcide                                                     | 74      | John Brisbane        | 0        | 0         | 0         |                                                            |
| America                                                    | 74      |                      |          |           |           |                                                            |
| Apollo                                                     | 32      | Philemon Pownoll     |          |           |           | Fregatte, zur Signalübermittlung                           |
| Andromeda                                                  | 28      |                      |          |           |           | Fregatte, zur Signalübermittlung                           |
| Porcupine                                                  | 24      | Hugh Seymour-Conway  |          |           |           | Post ship (Korvette), zur Signalübermittlung               |
| Zentrum                                                    |         |                      |          |           |           |                                                            |
| Montagu                                                    | 74      | John Houlton         | 0        | 0         | 0         |                                                            |
| Dublin                                                     | 74      | John Houlton         |          |           |           |                                                            |
| Sandwich                                                   | 90      | Walter Young         | 0        | 0         | 0         | Flottenflaggschiff von Admiral George Rodney               |
| Marlborough                                                | 74      | Taylor Penny         | 0        | 0         | 0         |                                                            |
| Ajax                                                       | 74      | Samuel Uvedale       | 0        | 6         | 6         |                                                            |
| Shrewsbury                                                 | 74      |                      |          |           |           |                                                            |
| Pegasus                                                    | 28      | John Bazely          |          |           |           | Fregatte, zur Signalübermittlung                           |
| Pearl                                                      | 32      |                      |          |           |           | Fregatte, zur Signalübermittlung                           |
| Hyaena                                                     | 24      | Edward Thompson      |          |           |           | Post ship (Korvette), zur Signalübermittlung               |
| Tapageur                                                   |         |                      |          |           |           | Kutter, zur Signalübermittlung                             |
| Nachhut                                                    |         |                      |          |           |           |                                                            |
| Defence                                                    | 74      | James Cranston       | 10       | 12        | 22        |                                                            |
| Culloden                                                   | 74      | George Balfour       | 0        | 0         | 0         |                                                            |
| Bienfaisant                                                | 64      | John Macbride        | 0        | 0         | 0         |                                                            |
| Monarch                                                    | 74      | Adam Duncan          | 3        | 26        | 29        |                                                            |
| Royal George                                               | 100     | John Bourmaster      | 0        | 0         | 0         | Geschwaderflaggschiff von Konteradmiral Robert Digby       |
| Alfred                                                     | 74      |                      |          |           |           |                                                            |
| Hector                                                     | 74      |                      |          |           |           |                                                            |
| Edgar                                                      | 74      | John Elliot          | 6        | 20        | 26        |                                                            |
| Triton                                                     | 28      | Skeffington Lutwidge |          |           |           | Fregatte, zur Signalübermittlung                           |
| Seaford                                                    | 20      |                      |          |           |           | Post ship (Korvette), zur Signalübermittlung               |
| Stärke: 3 Dreidecker, 18 Zweidecker und 8 kleinere Schiffe |         |                      |          |           |           |                                                            |

### Spanien
| Schiff                                       | Kanonen | Kommandant                               | Verluste | Verluste  | Verluste  | Anmerkungen                               |
| Schiff                                       | Kanonen | Kommandant                               | getötet  | verwundet | Insgesamt | Anmerkungen                               |
| -------------------------------------------- | ------- | ---------------------------------------- | -------- | --------- | --------- | ----------------------------------------- |
| Real Fénix                                   | 80      | Francisco Javier de Melgarejo y Rojas    |          |           |           | Flaggschiff von Juan de Lángara, gekapert |
| Princessa                                    | 70      | Manuel León                              |          |           |           | gekapert                                  |
| Diligente                                    | 68      | Antonio de Albornoz y Mantilla           |          |           |           | gekapert                                  |
| Monarca                                      | 68      | Antonio Oyarbide                         |          |           |           | gekapert                                  |
| Santo Domingo                                | 70      | Ignacio Miguel Mendizábal y Vildosola    |          |           | ≈550      | explodiert                                |
| San Augustín                                 | 70      | Vicente Doz y Funes                      |          |           |           |                                           |
| San Lorenzo                                  | 70      | Juan Araoz y Caro                        |          |           |           |                                           |
| San Eugenio                                  | 70      | Antonio Del Monte                        |          |           |           | gekapert (später zurückerobert)           |
| San Julián                                   | 70      | Juan Rodriguez Valcarce                  |          |           |           | gekapert (später zurückerobert)           |
| Santa Cecilia                                | 34      | Domingo Pérez de Grandallana             |          |           |           | Fregatte                                  |
| Santa Rosalía                                | 26      | Antonio Ortega                           |          |           |           | Fregatte                                  |
| durch Sturm vom Verband getrennt             |         |                                          |          |           |           |                                           |
| San Justo                                    | 74      | Francisco Urreiztieta                    | 0        | 0         | 0         |                                           |
| San Genaro                                   | 74      | Félix Ignacio de Tejada y Suárez de Lara | 0        | 0         | 0         |                                           |
| Stärke: 11 Zweidecker und 2 kleinere Schiffe |         |                                          |          |           |           |                                           |